# Hijos (novela)
Hijos es la secuela de la La buena tierra, y el segundo libro de La trilogía de la familia Wang de Pearl S. Buck. Fue publicado en 1932.
La historia aborda el tema de los hijos de Wang Lung y de cómo manejan la propiedad de su padre después de su muerte. Trata principalmente del hijo más joven, quien se va a la guerra en La buena tierra, y de su hijo.

## Trama
Cuando Wang Lung presiente su muerte cercana, su familia se prepara para su funeral, incluyendo a sus dos hijos mayores. Ambos envían a buscar a su hermano menor, y quedan sorprendidos de verle dirigiendo una banda de soldados en la ciudad. Después de dejar su casa al final de La buena tierra, se unió al ejército de un señor de la guerra, y rápidamente aumentó su rango. Una vez que Wang Lung está muerto y enterrado, y su tierra dividida entre los hijos, se encuentran unidos de manera inusual incluso cuando se separan.
Wang El Tercero (“El Tigre”) reclama que sus hermanos (“El Terrateniente,” y “El Mercader”) vendan su participación y le den su herencia en plata, y también pide tomar prestado tanto dinero como le puedan dejar. Necesita los fondos para separarse de su jefe y establecerse con un ejército propio. Como no tiene ningún hijo, pide a sus hermanos que le envíen alguno de los suyos, recibiendo uno de cada uno de ellos. El hijo del Mercader, marcado de viruela, se revela como un útil asesor, pero el hijo del Terrateniente, odia la vida de soldado y se suicida, ahorcándose, durante una visita al hogar familiar. Cuando pasa el tiempo, el Terrateniente se ve forzado a vender la mayor parte de su participación en la tierra para apoyar el lujoso estilo de vida de su familia, mientras que el Mercader compra los tramos mejores para él.
El Tigre dirige sus hombres al norte, al territorio de un cruel señor de la guerra, conocido como el Leopardo, y le mata con la ayuda de una trampa preparada por el magistrado del condado. Sus hombres se hacen cargo del gran ejército del Leopardo, y empiezan a recoger impuestos de la población local. El Tigre también captura a una joven hostil que había sido consorte del Leopardo, la encarcela por un tiempo, y luego la libera después de poner punto final a la corrupción en los tribunales del magistrado. Queda sorprendido cuando ella– ahora mucho calmada– decide quedarse con él y convertirse en su mujer.
Al mismo tiempo, han empezado a crecer luchas de poder entre el gobernante chino y señores de la guerra locales, algunos de los cuales le quieren deponer. El Tigre pide armas de contrabando al Mercader para hacer crecer su ejército, pero su mujer intenta desviarlas a una banda de ladrones, para que le maten, ya que le guarda un gran odio por haber matado al Leopardo. Más tarde toma dos nuevas mujeres y dirige sus fuerzas al sureste para poner asedio a la capital de un territorio costero y derribar a su señor de la guerra. Al regresar a su primer baluarte, descubre que sus mujeres han dado nacimiento a sus primeros dos hijos, un niño y una niña.
La muerte de la vieja Loto, la concubina que Wang Lung tomó décadas atrás, junto con el disgusto del Tigre con sus hermanos y sus sobrinos, le incita a intentar hacerlo mejor con su hijo propio. El Tigre empieza a introducirle en la vida militar con el objetivo final de ponerle a la cabeza de su ejército, pero el chico muestra más interés en la agricultura, como hizo su abuelo, Wang Lung. Al enterarse de que uno de sus ayudantes está conspirando para rebelarse contra él, el Tigre ataca su capital costera para matarle, pero el hombre se suicida antes.
Una hambruna severa golpea gran parte del campo, y el Tigre se ve forzado a tratar severamente con sus hombres famélicos y se vuelve a sus hermanos para pedirles ayuda. En este tiempo, muere la hija mentalmente retrasada de Wang Lung, alimentando todavía más el interés del hijo del Tigre por la tierra sobre la que había vivido. La grieta entre los dos crece cuando cumple los quince y su padre le envía a una escuela militar; cuatro años más tarde, el Tigre está impresionado al verle llevando el uniforme de un ejército que está luchando una revolución contra el gobierno y los señores de la guerra. Sin embargo, el joven no pretende batallar con su padre como un enemigo, sino más bien esconderse entre los labradores rurales hasta que la agitación haya terminado. El Tigre acaba por admitir el hecho de que su vida y la de su hijo han resultado de muy diferente manera de lo que había planeado.